# Cyanallagma bonariense
Cyanallagma bonariense är en trollsländeart som först beskrevs av Friedrich Ris 1913.  Cyanallagma bonariense ingår i släktet Cyanallagma och familjen dammflicksländor. IUCN kategoriserar arten globalt som livskraftig. Inga underarter finns listade i Catalogue of Life.